# 越縵堂日記
《越縵堂日記》，是清代著名的日記，文字達數百萬言。為作者李慈銘積四十年心力，銖積寸累而寫成，如當日“无暇写日记，皆草草札记之邸抄面纸”，日後仍“补录前月日记讫。”中間亦有短暫闕失或輟記。

## 目錄
日记共包括《甲寅日记》、《越缦堂日记乙集－壬集》、《孟学斋日记》、《受礼庐日记》、《祥琴室日记》、《息荼庵日记》、《桃花圣解庵日记》、《荀学斋日记》、《苟学斋日记后集》九部分。

## 特點
內容记载了清咸丰到光绪四十年间有大量的治學札記、朝野见闻、朋踪聚散、人物评述、古物考据、书画鉴赏、山川游历及各地风俗，文學價值很高。
另一方面史學價值亦高，如記載胡雪巖之“阜康號擠兌事件”，《翁同龢日記》僅云：光緒九年十一月初六日，“京都阜康銀號，大賈也，昨夜閉門矣，其票存不可勝計，而圓通觀粥捐公項六千兩亦在內，奈何奈何！”僅寥寥數十字，但《越缦堂日记》的記載達數百字，“光緒九年十一月初七：昨日杭人胡光墉所設阜康錢鋪忽閉。……湘陰西征軍饷皆倚光墉以辦。凡江浙諸行省有大役，有大赈事，非囑光墉，若弗克舉者。故以小販賤豎，官至布政使，階至頭品頂戴，服至黃馬褂，……所畜良賤婦女以數百，多出劫奪。亦頗爲小惠，置藥肆，設善局，施棺衣，爲饘粥。時出微利以餌士大夫……忽天津電報言南中有虧折，都人聞之，競往取所寄者，一時無以應，夜半遂潰，劫攘一空。聞恭邸、文協揆等皆折閱百余萬。亦有寒士得數百金托權子母爲生命者同歸于盡。……”。
1959年，由云龙整理编辑其日记并撷成《越缦堂读书记》，专取日记中的读书心得、札记部分。

## 讚譽
《越縵堂日記》大抵是李慈銘生前認定的傳世之作，因此在字裡行間都不能苟且，還常将日记借友好阅读。如同治九年十月十五日記，“作片致孙子宜，索还日记”。同治十年四月朔又記，“作书致周允臣，借以近年日记两册”。李死後，文廷式曾见其《日记》，並摘抄之。《绍兴公报》、《文艺杂志》、《中国学报》相继刊出。1920年由生前好友蔡元培助其出版第二函至第七函，共51册，1936年，根据钱玄同的倡议，商务印书馆又影印了《越缦堂日记》第一函，共13册，李慈铭的日记第八函被其门人樊增祥索去，下落不明，其他七函皆公诸于世。1988年，李慈铭的最后一函日记“失而复得”，由北京燕山出版社影印出版，名为《荀学斋日记后集》，共9册。至此，李慈铭的日记終於得以完整面世。《越縵堂日記》出版後風行海內，士林爭相一睹為快，被譽為“日記之大觀，掌故之淵藪”，《越縵堂日記》與《缘督庐日记》、《湘绮楼日记》和《翁同龢日記》同为晚清四大日记。

## 批評
也有人對於《越縵堂日記》持反面的看法：
- 魯迅說道：“《越縵堂日記》近來已極風行了。我看了卻總覺得他每次要留給我一些很不舒服的東西。為什麼呢？一是鈔上諭，……二是許多墨塗，……三是早給人家看，鈔，自以為一部著作了。我覺得從中看不見李慈銘的心，卻時時看到一些做作”。[10]
- 清人劉體智《異辭錄》著錄十二條李慈銘相關佚事，又評《越縵堂日記》：“蒓客記所讀之書全無宗旨，嫌其太雜。經史子集，無一不有，讀之未畢，隨手札記，難免首尾不貫。”、“在他人畢生精力所在，僅看一序，以一日了之，便加評語”，意指李慈銘讀書常不及深審，即筆記批評他人之著作。[11]

## 外部連結
越縵堂讀書記·中國哲學書電子化計劃 （页面存档备份，存于）